# Asunción Cruañes
Asunción Cruañes Molina (Jávea, Alicante, 15 de enero de 1925 - Alicante, 27 de enero de 2012) fue una política española 
adscrita al PSOE. Perteneció, como diputada por Alicante, a las Cortes que elaboraron la Constitución española de 1978.

## Biografía
Desde el año 1965 residió en Alicante, trabajando en los campos de la política social y ocupacional.
Asunción Cruañes Molina fue una pionera del movimiento feminista en España, perteneció como miembro activo al Movimiento Democrático de Mujeres (MDM). 
Fue elegida diputada del PSOE en el Congreso de los Diputados por la provincia de Alicante en las elecciones generales de España de 1977, 1979, 1982, 1986, y en las de 1989.  En las elecciones de 1993 ya no se presentó. Fue vicepresidenta en la Comisión del Defensor del Pueblo y en la Comisión de Televisión Española RTVE del Parlamento.
Fue diputada constituyente en las Cortes que elaboraron la Constitución española de 1978.

## Honores
- Donación de bienes.[6]

- Vocal del Consejo Asesor del Archivo de la Democracia, de la Universidad de Alicante.[7]

### Premios
- VII Premio Maisonnave  2008, a parlamentarios que participaron en las Cortes Constituyentes por Alicante; que otorga desde 2002, la Universidad de Alicante.[8][5]